# HMS Abdiel
HMS Abdiel je bil minopolagalec razreda Abdiel. 
Splovljena je bila 23. aprila 1940. 10. septembra 1943 je naletela na mino in potopila v zalivu Taranto (Italija) s polno posadko in dodatnim osebjem (uporabljali so jo tudi kot pomožno nosilko); večina ljudi je utonila. Potopila se je v treh minutah.